# Stazione di Interlaken Ovest
La stazione di Interlaken Ovest è una delle due stazioni ferroviarie a servizio dell'omonima città svizzera. È gestita dalle Ferrovie Federali Svizzere.